# Поличисла
Алгебра поличисел {\displaystyle P_{n}} реализуется элементами {\displaystyle A\in P_{n}}
{\displaystyle A=A_{1}e_{1}+\dots +A_{n}e_{n},}
где {\displaystyle A_{i}\in \mathbb {R} ,} а {\displaystyle e_{i}} — набор образующих {\displaystyle P_{n}}, подчиняющихся следующим правилам умножения (умножение коммутативно и ассоциативно):
{\displaystyle e_{i}e_{j}=0\quad (i\neq j),\quad e_{i}^{2}=e_{i},}
а сама представляет собой следующий объект (прямая сумма):
{\displaystyle P_{n}~{\overset {\scriptscriptstyle \mathrm {def} }{=}}~\underbrace {\mathbb {R} \oplus \mathbb {R} \oplus \cdots \oplus \mathbb {R} } _{n}=\bigoplus ^{n}\mathbb {R} =\mathbb {R} ^{n}.}

## Поличисла (n-числа)
Нетрудно проверить, что умножение в алгебре поличисел в выбранном базисе сводится к умножению соответствующих компонент, а деление определено только для поличисел, у которых все {\displaystyle A_{i}\neq 0} (по этой причине поличисла не образуют числового поля). Алгебраическая единица имеет в выбранном базисе следующее представление:
{\displaystyle I=e_{1}+\dots +e_{n}}.
На алгебре {\displaystyle P_{n}} существует n-1 операция комплексного сопряжения. Одну из них можно определить следующим правилом:
{\displaystyle A^{(1)}=A^{\ast }=A_{n}e_{1}+A_{1}e_{2}+\dots +A_{n-1}e_{n},}
которое сводится к циклической перестановке компонент поличисла {\displaystyle A}. k-ое комплексное сопряжение можно определить формулой:
{\displaystyle A^{(k)}=A^{k(1)}=((A^{\ast })^{\ast })^{\dots })^{\ast }\quad } ({\displaystyle k} — раз)
Очевидно, что {\displaystyle A^{(n)}=A.}
Рассмотрим поличисло вида
```

  

    

      

        
N

        
(

        
A

        
)

        
=

        
A

        

          
A

          

            
(

            
1

            
)

          

        

        

          
A

          

            
(

            
2

            
)

          

        

        
…

        

          
A

          

            
(

            
n

            
−

            
1

            
)

          

        

        
,

      

    

    
{\displaystyle N(A)=AA^{(1)}A^{(2)}\dots A^{(n-1)},}

  

 (1)
```

где {\displaystyle A\in P_{n}}.
Нетрудно проверить, что {\displaystyle N(A)} вещественно в том смысле, что
{\displaystyle N(A)=r^{n}I,} где {\displaystyle r^{n}\in R}.
Число {\displaystyle r} называется (квази)нормой поличисла {\displaystyle A}.
Квазинорма {\displaystyle r} выражается через координаты поличисла {\displaystyle A} по формуле :
```

  

    

      

        

          
r

          

            
n

          

        

        
=

        

          
A

          

            
1

          

        

        

          
A

          

            
2

          

        

        
…

        

          
A

          

            
n

          

        

        
=

        
G

        
(

        
A

        
,

        
A

        
,

        
…

        
,

        
A

        
)

      

    

    
{\displaystyle r^{n}=A_{1}A_{2}\dots A_{n}=G(A,A,\dots ,A)}

  

,       (2)
```

где {\displaystyle G} — n-форма
```

  

    

      

        
G

        
=

        

          

            

              
S

              
^

            

          

        

        

          
(

          

            
d

            

              
x

              

                
1

              

            

            
⊗

            
⋯

            
⊗

            
d

            

              
x

              

                
n

              

            

          

          
)

        

      

    

    
{\displaystyle G={\hat {S}}\left(dx^{1}\otimes \cdots \otimes dx^{n}\right)}

  

,             (3)
```

{\displaystyle {\hat {S}}} — оператор симметризации. Эта форма является (финслеровой) метрикой в пространствах Бервальда — Моора.
Формулы (1)-(3) проясняют связь алгебры поличисел с пространствами Бервальда — Моора: метрическая n-форма (3) индуцирована вещественной алгебраической формой {\displaystyle N(A)}, являющейся многомерным аналогом евклидовой квадратичной формы {\displaystyle |z|^{2}=zz^{\ast }} на комплексной плоскости.
По аналогии с комплексной билинейной формой:
{\displaystyle (\zeta ,\xi )=\mathrm {Re} (\zeta \xi )},
где {\displaystyle \zeta ,\xi \in \mathbb {C} }, можно рассмотреть n-линейную форму
```

  

    

      

        
(

        
A

        
,

        
B

        
,

        
…

        
,

        
Z

        
)

        
=

        

          
Re

        

        
(

        
A

        
B

        
…

        
Z

        
)

        
=

        

          
∑

          

            
σ

            
(

            
A

            
,

            
B

            
,

            
…

            
,

            
Z

            
)

          

        

        
A

        

          
B

          

            
(

            
1

            
)

          

        

        

          
C

          

            
(

            
2

            
)

          

        

        
…

        

          
Z

          

            
(

            
n

            
−

            
1

            
)

          

        

        
=

        
n

        
!

        
G

        
(

        
A

        
,

        
B

        
,

        

          
…

        

        
,

        
Z

        
)

        
.

        

      

    

    
{\displaystyle (A,B,\dots ,Z)={\text{Re}}(AB\dots Z)=\sum \limits _{\sigma (A,B,\dots ,Z)}AB^{(1)}C^{(2)}\dots Z^{(n-1)}=n!G(A,B,{\dots },Z).\quad }

  

      (4)
```

Здесь суммирование производится по множеству {\displaystyle \sigma (A,B,{\dots },Z)} всех перестановок элементов {\displaystyle A,B,{\dots },Z\in P_{n}}. Последний знак равенства в (4) (он устанавливается непосредственной проверкой) также выявляет генетическую связь алгебр поличисел и геометрий соответствующих пространств Бервальда — Моора.
Можно показать, что описанная выше алгебра поличисел {\displaystyle P_{n}} является прямой суммой {\displaystyle n} экземпляров алгебры вещественных чисел {\displaystyle \mathbb {R} }. Среди всех ассоциативно-коммутативных алгебр она, в определенном смысле, максимально симметрична (содержит {\displaystyle n} гиперболических мнимых единиц). Более общей конструкцией будет поличисловая алгебра {\displaystyle P_{n,m},} представляющая собой прямую сумму {\displaystyle n} экземпляров алгебры вещественных чисел {\displaystyle \mathbb {R} } и {\displaystyle m} экземпляров алгебры комплексных чисел {\displaystyle \mathbb {C} }.